# Vía verde del Plazaola
La vía verde del Plazaola, oficialmente Camino Natural Vía Verde del Plazaola, es un itinerario perteneciente a la Red de Caminos Naturales un proyecto desarrollado por el Ministerio de Agricultura, Pesca y Alimentación, que se encarga de la recuperación de antiguas infraestructuras relacionadas con el transporte y la comunicación, que actualmente se encuentran en desuso o en estado de abandono, para su uso senderista y ciclista.
Es una de las rutas más espectaculares de España. El recorrido que aprovecha el trazado de una antigua línea férrea minera de vía estrecha, el ferrocarril de Plazaola, que unía las localidades españolas de San Sebastián (Guipúzcoa) y Pamplona (Navarra).

## Localización
El Camino Natural Vía Verde del Plazaola se desarrolla a caballo entre las provincias de Guipúzcoa y Navarra. Discurre por los valles de Larraún y Leizarán. Un paisaje de gran belleza que se adentra por la Navarra Húmeda del Noroeste, y donde se pueden observar gran cantidad de prados y hayedos, robledales y alisedas de ribera.
Los prados y bosques se entremezclan con caseríos, estaciones, viaductos y numerosos túneles, como es el caso del túnel de Huici (Uitzi), el más largo de la Red, con 2700 metros.
De la totalidad de su antiguo trazado (que llegaba hasta Pamplona partiendo de la capital guipuzcoana) se ha transformado en vía verde el tramo que se extiende entre Andoáin (Guipúzcoa) e Irurzun (Navarra), pasando por Leiza y Lecumberri. En total están recuperados 50 km del trazado original de la vía.

## Historia
El denominado Ferrocarril del Plazaola (también "El Plazaola" y "tren-txiki") tiene su origen en el transporte de mineral de hierro desde las minas de Bizkotx (cerca de Plazaola, paraje guipuzcoano muy próximo a Navarra) hasta Andoáin, para lo que en 1904 se puso en marcha un ferrocarril de vía métrica. Posteriormente la línea fue ampliada por ambos extremos, llegando por un lado hasta Pamplona y por el otro hasta Lasarte, donde empalmaba con la línea de los Ferrocarriles Vascongados para llegar hasta San Sebastián. Esta línea ampliada, con licencia para el transporte de pasajeros, fue inaugurada en 1914. Funcionó hasta 1953, año en el que las riadas de octubre destruyeron parte de la infraestructura. Posteriormente soportó algún tráfico local de mercancías (en el valle del Leizarán), hasta que en 1957 las vías fueron definitivamente desmanteladas.

## Descripción
Se han habilitado casi 44 kilómetros del trazado, entre las localidades de Andoáin y Lecumberri, divididos en seis tramos.

### Tramo Andoáin-Leizarán
Andoáin es una tranquila población del País Vasco, justo en la mitad entre San Sebastián y Tolosa. Antes de convertirse en villa en el siglo XVII, fue disputada por ambos municipios, y en la actualidad combina en su entorno caseríos con pequeñas industrias.
La senda comienza en la entrada del pueblo, a la izquierda, tras una nave industrial. Además, esta ruta forma parte del Camino de Santiago. Tras pasar por un túnel continúa, en dirección suroeste dejando a la izquierda prados y zonas de cultivo, y, a la derecha, un parque infantil junto a unos edificios.
El camino prosigue por las calles del pueblo cuesta arriba, cruzando al lado de la parte alta de la iglesia, y al lado de la Oficina de Información Turística. Tras esto, el camino vuelve a tomar la senda de la antigua vía del tren, entre muros de piedra, hasta llegar de nuevo a una calle por la que, tras 300 metros, se desvía a la izquierda por un camino de adoquines rojos que abandona la población.
Tras pasar junto a unos bancos y una fuente, el Camino llega a una zona boscosa de robles, arces, castaños, entre otros, para después internarse en un túnel de casi 100 metros de longitud, iluminado y bien acondicionado, que saca al caminante fuera del casco urbano. A continuación, avanza a media ladera entre bosques y pastizales hacia una bifurcación en la que se encuentra la zona recreativa del parque de Olazar. Continuando hacia Leizarán, se atraviesa el viaducto de Auzokaltre, desde donde se pueden observar las vistas del río Urbarán.
Tras cruzar le viaducto, se llega al túnel de Otieta, que con 280 metros es el más largo del recorrido. Al atravesarlo y avanzar unos metros, el Camino finaliza conectando con la red de senderos del Espacio Natural del Valle de Leizarán, declarado Biotipo Protegido en 1995.

### Tramo Plazaola a estación de Lecumberri
Este tramo comienza en el prado de Plazaola, muy próximo a la estación, donde hay un aparcamiento acondicionado con varios paneles informativos y el hito que marca el kilómetro 0 del tramo guipuzcoano.
El tramo comienza por camino asfaltado, dejando a un lado el túnel, que no se encuentra en buen estado, y la antigua estación de Plazaola. Tras pasar por el punto kilométrico 2, se cruza el túnel de Gazpillotxiki y llegando a un rodal de roble rojo americano. Durante este recorrido, el paisaje alterna zonas boscosas con prados y caseríos, llegando al túnel de Martikonera, acercándose el Camino Natural a la estación de Leiza, cuyo edificio principal ha sido rehabilitado. Esta localidad es una maravilla que merece ser visitada, ya que el Camino prosigue, sin adentrarse, llegando al túnel Iruñaga y dejando a un lado el de Tellería, que se encuentra destruido.
Se sigue avanzando atravesando cuatro túneles más (Kantina, Urbieta, Leitza y Malkorra) mientras se transita entre bosques y prados con ovejas lachas (latxas), de cuya leche se obtiene el famoso queso Idiazábal. Durante éste tramo se puede disfrutar de las panorámicas del valle de Leizarán y del pueblo. Seis túneles más acompañan al viajero en los siguientes kilómetros (túnel 2, Autxikeneko, Erasote, Tutenea, túnel 1 y Guitarran Buelta) con prados y pequeños bosques de alerce que dejan paso a especies autóctonas como el haya que forma bellos y sombríos doseles.
Pocos metros después de traspasar el hito kilométrico 12, se llega al túnel de Huici, que cruza la divisoria de aguas de dos grandes cuencas: al sur, la Mediterránea (río Larráun) y al norte, la del Cantábrico (río Leizarán). Esto supone abundantes filtraciones de agua en su interior, se aconseja el uso de linterna en su interior. Tras salir del túnel, se gira a la derecha y se camina por la carretera NA-1700, donde se encuentra la antigua estación homónima, hoy convertida en granja y vivienda particular. Se continúa paralelo a la carretera y se atraviesa el túnel Bartolo, pasando por un tramo repleto de robles, castaños, hayas, y avellanos.
Tras finalizar un tramo de bajada, a la altura del kilómetro 18, se llega a Lecumberri por un trazo paralelo a la A-15. Tras un cruce de caminos y después de un tramo de profunda trinchera, se gira a la derecha, pasando por debajo de la A-15 por un túnel y se vuelve a cruzar otro túnel sin iluminación perteneciente al trazado ferroviario. Finalmente, se interna en la localidad llegando hasta su antigua estación de tren, un edificio que ahora alberga el Consorcio Turístico del Plazaola y el Punto de Información Turística, lugar donde finaliza la etapa.
El tramo guipuzcoano transcurre en su totalidad por el valle del Leizarán, de gran valor naturalístico, y el navarro por el mismo valle y por el del río Larráun. Atraviesa los lugares de Bertxin, Inturia, Olloki y Ameraun, hasta llegar a la zona de las minas de Bizkotx y a Plazaola, lugar en el que se alcanza el límite provincial. A Plazaola puede accederse con vehículos desde Berástegui y desde Leiza. Desde Plazaola la vía se dirige hacia Leiza, y desde aquí hasta el túnel de Huici. Termina en Lecumberri, donde se ha instalado un centro de interpretación en la antigua estación.
El recorrido atraviesa numerosos túneles, de los que la gran mayoría son transitables. Los túneles no practicables disponen de algún camino alternativo para sortearlos. El más notable es el de Huici, de 2.630 metros de longitud. Comunica los valles del Leizarán (que pertenece a la vertiente cantábrica) y del Larraun (a la mediterránea). Durante años fue el más largo de la red de ferrocarriles de vía estrecha de la península.
Todo el recorrido de la vía verde se halla con el firme acondicionado, y es apto para todo tipo de usuarios (salvo tramos puntuales). No obstante, la mayor parte del recorrido guipuzcoano está abierta al tráfico. Por ello es posible encontrarse con algún vehículo, en especial camiones madereros. Esto hace también que el firme de esta zona no esté en condiciones ideales, aunque es practicable.
Pueden planificarse itinerarios de diversas longitudes y duraciones. Por ejemplo: subir desde Andoáin y darse la vuelta donde parezca oportuno, Andoáin-Plazaola en bici (ida, vuelta o ambas), Andoáin-Leiza en bici (lo mismo), Leiza-Túnel de Huici y vuelta (andando o en bici), Lecumberri-Huici y vuelta (andando o en bici), Lecumberri-Muguiro y vuelta (es un paseo corto)... En el Leizarán hay muchos lugares en los que es posible reposar.

### Tramo estación Lecumberri-Mugiro - Área de descanso San Milgeltxo
Esta etapa del Camino Natural comienza en Lecumberri pegado a la orilla del río Larráun, ascendiendo hasta Mugiro, para retornar de nuevo al trazado ferroviario transitando por un denso hayedo dentro del valle de Larráun.
La etapa comienza donde finaliza el tramo anterior, en el Consorcio Turístico del Plazaola. Al salir, el viajero deja a su derecha el camping de Aralar, cruzando la carretera NA-1300 y acercándose al margen del río. Tras pasar por el hito kilométrico 20, el Camino transita paralelo al río ofreciendo bellos paisajes entre los que destacan fresnedas. Más adelante, se llega a la presa de Mugiro, sobre el río, punto en el que el Camino abandona el antiguo trazado ferroviario para girar a la izquierda por un tramo de escaleras de pendiente pronunciada, que obligará al ciclista a subir la bicicleta por una rampa construida en el lado izquierdo. Tras éstas escaleras, y para los ciclistas, un tramo de fuerte pendiente les espera, hasta girar a la izquierda por la calle San Francisco del Concejo.
Ya en Mugiro, se pasa cerca de la casa Txantonea, con una fuente cercana, la iglesia, el frontón y la posada. Después se toma la NA-7505 a la salida del pueblo, para girar a la derecha justo después y coger un camino de tierra. En el siguiente cruce, se toma el desvío a la derecha y se inicia un descenso hasta que se llega a una zona cementada. En ese momento la pendiente aumenta y comienza un trazado en zigzag donde hay que tener cuidado. El final de este trazado está cubierto por castaños, hasta que se llega a un panel informativo y un nuevo cambio de firme a camino de tierra. A continuación, se adentra en un espeso hayedo, que contiene varios tramos de muro de mampostería pertenecientes al trazado ferroviario. Entre los hitos kilométricos 25 y 26, el recorrido abandona el interior del bosque para llegar al área de descanso de San Migeltxo, junto a la NA-1300, el final de éste tramo del Camino.

### Tramo área de descanso San Migeltxo - área de descanso Kaxarna
El punto de partida de esta etapa se sitúa en el área de descanso de San Migeltxo, y transcurre paralelo a la carretera NA-1300 por un firme de gravilla acondicionado para senderistas y ciclistas. Al avanzar un poco, se encuentra el río Larráun y un bosque de hayas acompañadas de majuelos y acebos.
A la izquierda, una antigua instalación siderúrgica domina el paisaje. Continuando la ruta, y tras pasar dos pasarelas metálicas, se adentra en un bosque de ribera plagado de sauces, alisos, zarzas y majuelos. El río Larráun es conocido por acoger en sus aguas una importante comunidad de truchas, no en vano está integrado en la Región Salmonícola Superior de Navarra, que realiza una gestión sostenible de las poblaciones salvajes de truchas que se desarrollan de forma natural en sus aguas.
Un poco más adelante una nueva pasarela, esta vez sobre la regata Cesal, da a los primeros prados donde podremos volver a ver ovejas lachas. A continuación, y descendiendo el valle paralelo al río, se pasa una fila de falsos cipreses, y se llega a un puente de hormigón donde el Camino torna bruscamente a la derecha para remontar la ladera y adentrase en un bosque mixto de hayas, robles, centenarios castaños y una zona de repoblación de pino insigne.
A pesar del denso arbolado, encaramado a la ladera se puede vislumbrar la población de Urriza (Urritza), una de las señas de identidad de las poblaciones de la zona. Tras un tramo de descenso por firme hormigonado y paralelo a la A-15, se deja el cementerio a un lado encontrando de nuevo el río. A unos metros, el Camino continúa junto a unos bancos de madera y avanza por el margen izquierdo del río pasando por debajo de la A-15 y alcanzando la Venta de Urriza (Urritzako Bentak). A continuación, y tras cruzar la NA-1300, el Camino se desvía a la izquierda, avanzando por el arcén balizado de la carretera, hasta tomar el primer camino a la derecha, que vuelve al trazado ferroviario. Aquí se encuentran indicaciones de la Red de Senderos Imotz-Basaburúa (Herriken Arteko Xendak), una red de antiguos caminos rurales recuperados que unen los diferentes pueblos de la Navarra Húmeda.
Tras atravesar un túnel sin iluminar, se llega a uno de los pocos puentes originales que aún quedan en pie, y que pasa sobre la regata Basaburúa. Desde allí, una bella panorámica de la zona, espera al viajero, donde destacan el puente de piedra del siglo XVIII los restos de la antigua ferrería del Pastola. El Camino continúa hacia Latasa paralelo por al río, por un paisaje dominado por roble albar y roble melojo y pequeñas huertas y prados. A medida que el Camino se aproxima al municipio, el bosque de roble va dando paso al de haya, con rodales aislados de pino insigne. Al llegar a Latasa se puede divisar la antigua estación, actualmente una vivienda, y el edificio anexo destinado al almacenamiento de mercancías, donde se ubica una placa de Caminos Naturales. Se recomienda visitar la zona por donde transitaba el antiguo Camino Real que unía Pamplona y San Sebastián, donde destacan la iglesia gótica de san Esteban, sus casas señoriales, o el frontón construido en 1955.
Siguiendo por el Camino, y tras pasar la estación, se llega al cruce con la NA-4130 por el que hay que volver a cruzar con cuidado y continuar recto hasta superar el río por una nueva pasarela. Desde aquí se puede disfrutar de unas magníficas vistas del monte Arrieka. Continúa el Camino, y tras dos cruces donde se debe extremar la precaución, el itinerario prosigue hasta Goldáraz (Goldaratz), donde se puede conectar con el sendero GR-21. Tras cruzar de nuevo la carretera, se prosigue la marcha pegado al río y se vuelve a cruzar por última vez la NA-1300 a la altura de un puente. El Camino avanza por el fondo del valle junto al río, entre un denso arbolado, donde se pueden llegar a ver liebres, zorros, tejones o jabalíes. Tras pasar bajo la autovía A-15 entre los pilares que la soportan, los afloramientos de roca caliza de la ladera opuesta van tomando cierto protagonismo, destacando blanquecinos entre el arbolado, y se pueden distinguir ejemplares de rapaces como busardo ratonero, milano real o cernícalo vulgar, además de avistar alguna colonia de buitres leonados.
Sobre el kilómetro 6, y tras una curva, se llega al área de descanso de Kaxarna, donde además de un panel informativo que pone fin a esta ruta, existe otro que informa sobre los senderos que pueden tomarse, como la Senda de los Pescadores (SL-NA 140) o el Sendero de Aitxita (SL-NA 131), que conectan este Camino Natural con Irurzun, pasando por una antigua ferrería y por el impresionante paso calizo de Dos Hermanas.

### Tramo Irurzun - Sarasa
Tramo corto que, en 9 kilómetros, acerca al viajero a la capital navarra. Plagado de bosques de pinos y otras especies, se mezcla con terrenos de labor y prados que conforman un mosaico paisajístico de singular belleza.
El tramo comienza en el área de descanso de Irurtzun, y avanza casi en paralelo a la carretera N-240-A, encontrando el caminante un antiguo mojón de piedra con la siguiente inscripción grabada: “A Pamplona tres leguas”, que indicaba la distancia a la capital navarra. Tras rodear unas viviendas y cruzar la NA-4171, se llega a Aizcorbe (Aizkorbe). Este trazado se rodea de pastizales aprovechados por ganado ovino y caballar.
Una vez llegados a éste punto, si se mira a la izquierda, se encuentra la ermita de la Trinidad de Ergo, rodeada por bosques de hayas. Y, tras cruzar la carretera NA-412, se encuentra un singular edificio, es el Centro Budista Karmapa Mikyö Dorje. A continuación, maravillosas panorámicas del pueblo de Gulina y el viaducto de piedra del mismo nombre por el que se transita. Continúa el sendero hasta la localidad de Sarasate, a la que hay que acceder después de cruzar con precaución la NA-4121.
Tras la subida, y en paralelo a la AP-15, se desciende pasando varios túneles hasta una subida con fuerte pendiente que supondrá un esfuerzo extra. Superada la dificultad, una increíble panorámica de Erice de Iza y su iglesia de San Andrés, que desciende hasta llegar al antiguo trazado ferroviario, dejando de lado la malograda ermita de San Bartolomé. A continuación, y paralelo a la carretera, se llega a la localidad de Sarasa, donde termina éste tramo del Camino.

### Tramo Trinitarios
Éste tramo comienza en el parque Biurdana, uno de los espacios verdes localizados a lo largo del paseo fluvial del río Arga que atraviesa la ciudad de Pamplona. El recorrido, de aproximadamente un kilómetro, finaliza en el parque de Larraina. Se trata de un agradable paseo por la ciudad, las que más árboles y metros cuadrados de zona verde tiene por habitante de España.
El punto de partida se sitúa al final del parque, junto al cruce con el camino del cementerio de San José. Un panel informativo indica el comienzo de la ruta. Éste tramo transcurre sobre pavimento de color rojo, limitado a ambos lados, hasta llegar a un túnel. A la izquierda, la vía desciende por una ladera hacia la llanura fluvial del Arga. Desde este punto, se divisan la ribera de la residencia de Oblatas y el barrio de la Rochapea. Se continúa y se cruza por un túnel hasta llegar al puente del Plazaola. A partir de aquí, los trabajos de restauración y acondicionamiento, permiten llegar hasta la salida de la ciudad, pasando por debajo de la ronda norte.

## Otros datos de interés

#### Iglesia parroquial de San Martín de Tours
Se trata de una iglesia barroca edificada entre 1759 y 1770, que presenta una planta de cruz latina, con una nave de tres tramos. Las bóvedas de crucería y los nervios que la forman descansan sobre columnas clásicas. Lo más destacado del templo es su monumental torre, que ocupa la parte central de la fachada.

#### Biotopo protegido del río Leizaran
Declarado en el año 1995, este espacio natural, de 74 hectáreas, comprende el río Leizaran y sus riberas, desde su entrada en la provincia de Guipúzcoa hasta pocos kilómetros antes de llegar al municipio de Andoáin. Las aguas de este río, de una alta calidad, se caracterizan por su riqueza en biodiversidad.

#### Tren de Plazaola
El ferrocarril de vía estrecha y tracción a vapor comenzó como un tren minero que a principios de siglo transportaba hierro de las minas de Plazaola hasta Andoáin. En 1914 se transformó en un tren de viajeros que comunicaba a través de sus 84 kilómetros Pamplona y San Sebastián. Se convirtió en una ruta comercial y de comunicación entre Navarra y Guipúzcoa. El tren fue muy popular a lo largo de todo su recorrido, conocido popularmente como “el Plazaola”, “tren del Plazaola”, “ferrocarril del Plazaola” y también como “tren txiki”.
Las estaciones que ofrecían servicios regulares eran: Pamplona (ciudad y empalme), Aizoain, Sarasa, Gulina (apeadero), Irurtzun, Latasa, Lecumberri, Uitzi, Leitza, Areso (apeadero), Plazaola, Ameraun (apeadero), Olloki, Andoain, Lasarte (empalme Bilbao-Ferrocarriles Vascongados), Añorga y Donostia (Amara). Hubo otros dos apeaderos, Bizkotx y Beiñes, que no figuraban entre las paradas regulares del tren.
Tras las riadas de octubre de 1953, en las que se destruyeron varios puentes y tramos de vía, y debido a la dura competencia de las líneas de autobuses, se decide el cierre de la línea al transporte de pasajeros, aunque siguió prestando algunos servicios de mercancías. En 1958 cesa definitivamente su actividad y se procede al levantamiento de la vía y al desmantelamiento de las instalaciones.
En la actualidad, una parte importante del antiguo trazado ferroviario ha sido recuperado como ruta para actividades de ocio, constituyendo la denominada Camino Natural del Plazaola.

### Valle de Larráun
Es un pequeño valle en el noroeste de Navarra, entre la sierra de Aralar y una serie de pequeñas montañas como el macizo de Araxes o los montes Azpirotz y Leitza. En esta comarca geográfica se encuentra el municipio del mismo nombre.
El valle tiene una altitud media de unos 1000 metros y ocupa la zona de transición entre la zona atlántica y la mediterránea, contando con una vegetación verde y frondosa, con un mosaico de prados y extensos bosques de robles y castaños que ocupan los fondos de valle y con densos y bien conservados hayedos ocupando la parte más alta de las laderas. La gran diversidad vegetal favorece el mantenimiento de las prácticas ganaderas tradicionales de la comarca, sobre todo las razas autóctonas, como las ovejas lacha y navarra, el caballo burguete, la jaca navarra, o la raza bovina betizu.
En la zona se encuentran algunas de las cuevas más conocidas de Navarra, como Mendukilo, Akelar, Artzainzulo o Lezegalde, y numerosos acuíferos y surgencias. Otros sitios de interés que se pueden visitar en este municipio son Larraspil o el Nacedero del Larraun o la ruta de los Dólmenes junto con el Camino Natural del Plazaola.

### La oveja lacha
La oveja lacha (latxa en euskera) es una popular raza ovina del País Vasco, Navarra y del resto de la cornisa cantábrica y, posiblemente, sea la más primitiva de las razas españolas. Lacha en euskera es "basta" y hace referencia al tipo de lana larga y burda de los ovinos de esta raza.
Esta raza ovina tiene una serie de características como su montaraz carácter, la gran agilidad de movimientos y la elevada rusticidad. Hay que destacar también su perfecta adaptación a terrenos abruptos y de alta pluviosidad, gracias a que su lana no retiene el agua permitiendo a la oveja secarse rápidamente. También es distintiva la belicosidad de sus carneros. Está orientada hacia la producción de leche como objetivo principal, que se destina a la elaboración de quesos reconocidos por su excelente calidad, como las denominaciones de origen Idiazábal y Roncal.

### Caseríos
En las pequeñas poblaciones que atraviesa este Camino Natural se encuentran buenos ejemplos de la arquitectura más tradicional de Navarra y del País Vasco. Son edificios de grandes dimensiones construidos en su mayor parte de piedra, con cubierta longitudinal a dos aguas y generalmente de dos o tres alturas.
Construidos tradicionalmente aislados o en pequeños grupos, la planta baja se utilizaba para alojar el ganado, los pastos y otros productos agrícolas recolectados de los terrenos que solían rodear el edificio, mientras que en las plantas superiores se situaban los habitáculos de la vivienda familiar.
Tradicionalmente, la propiedad de los caseríos solía recaer sobre el hijo primogénito, sin embargo eran las mujeres de la familia las que se encargaban de administrar la propiedad y las cosechas. Una peculiaridad de estas típicas construcciones es que todas cuentan con un nombre propio que suele hacer referencia al topónimo del lugar que ocupan, como "Garaicoetxea" (la casa de arriba) o "Azpikoetxea" (la casa de abajo), o a la familia de pertenencia.

### Pamplona - Iruña
La capital navarra es el centro neurálgico de la Comunidad Foral de Navarra. La ciudad cuenta con un importante legado histórico como el conjunto monumental del casco antiguo, la Plaza del Castillo o la Ciudadela. También destacan numerosos edificios emblemáticos como el Palacio de Navarra, la catedral, las iglesias de san Nicolás y san Saturnino, el museo de Navarra, el museo Oteiza, el Archivo General de Navarra, los jardines de la Taconera, el Baluarte, el Planetario, los dos campus universitarios, la Casa Consistorial y el Parlamento.

### El parque fluvial del río Arga
El río Arga es afluente del río Aragón y vierte aguas al Ebro. En su trazado forma meandros configurando un paseo de alto valor paisajístico. El Parque Fluvial del río Arga constituye una de las zonas verdes más importantes de la ciudad. El parque transcurre paralelo al curso del río y recorre los puentes históricos más importantes: La Magdalena, San Pedro (el más antiguo de Pamplona), Rochapea y Santa Engracia.

### Noáin
Noáin es una localidad situada a escasos 15 minutos de Pamplona con un maravilloso casco antiguo, la iglesia de San Miguel Arcángel y el Parque de los sentidos. Este último, inspirado en los sentidos y dividido en cinco zonas, cuenta en cada una de ellas con una decoración distinta. El parque cuenta además con un estanque central desde el que se pueden acceder a cada zona y con un mirador desde donde se puede disfrutar de una amplia panorámica. Inaugurado en 2006, ocupa una superficie de 25.000 metros cuadrados.
El acueducto de Noáin es otro de los grandes atractivos de la ciudad. Fue construido durante los años 1783 y 1790 para la conducción de agua potable a la ciudad de Pamplona. Cuenta con casi 17 kilómetros comenzando en el manantial de Subiza y acabando en Pamplona, recorriendo otros parajes por tierras de Tajonar, Badostáin o Mendillorri.

## Epílogo
El trayecto desde Latasa hacia Pamplona de la vía verde del Plazaola, se incluye en el recorrido planificado de la ruta EuroVelo 1, que forma parte de la red de rutas ciclistas europeas de larga distancia EuroVelo.